# Jezuïetenkerk (Mannheim)
De Jezuïetenkerk HH. Ignatius en Franciscus Xaverius (Duits: Jesuitenkirche St. Ignatius und Franz Xaver) is een katholiek kerkgebouw in de binnenstad van Mannheim (Baden-Württemberg). De kerk werd tussen 1738 en 1760 gebouwd en behoort tot de belangrijkere barokke kerkgebouwen van Zuidwest-Duitsland.

## Geschiedenis

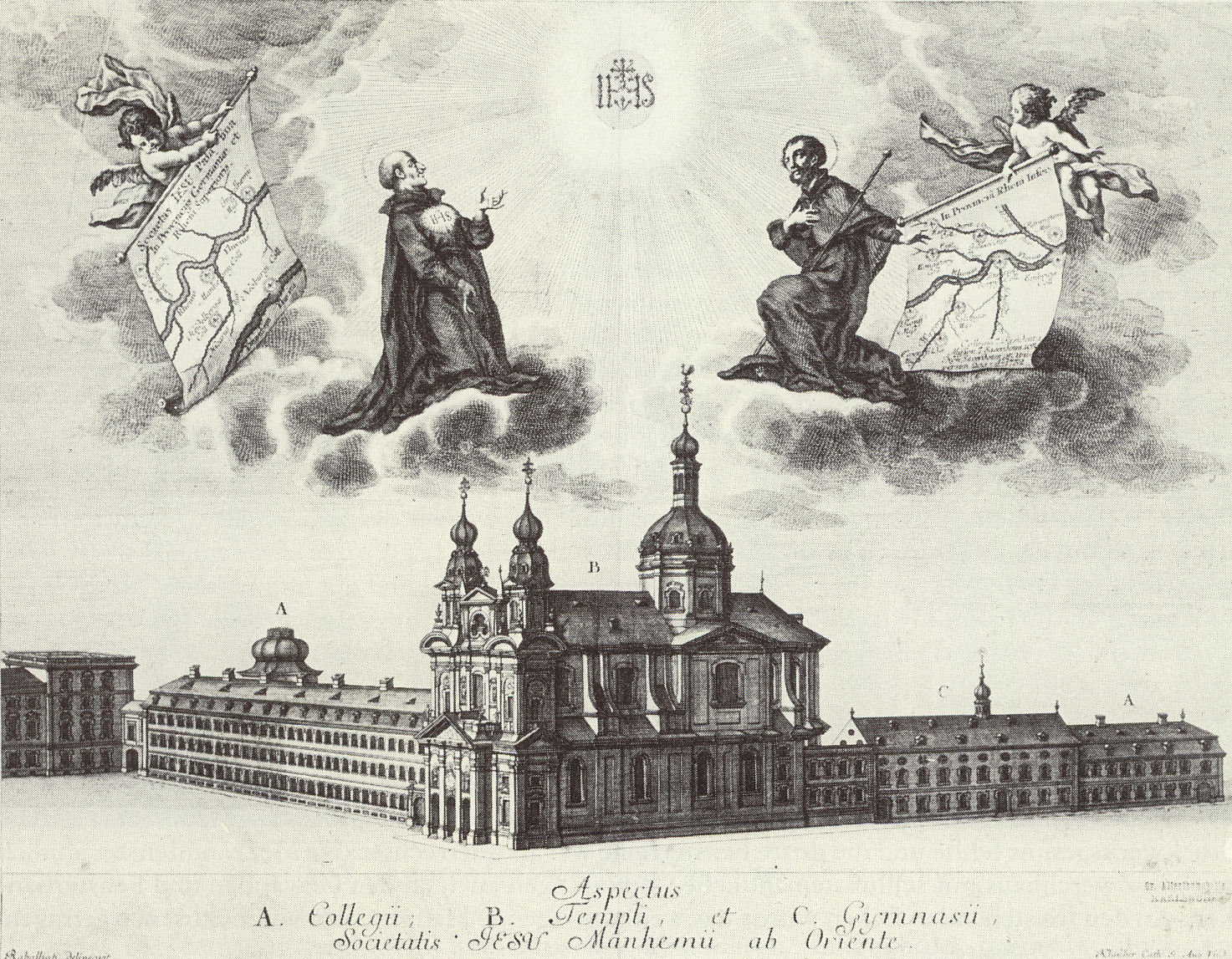
De jezuïetenkerk en het college in 1753; aan de linker rand van de afbeelding is het slot te zien. Het college bestaat tegenwoordig niet meer.

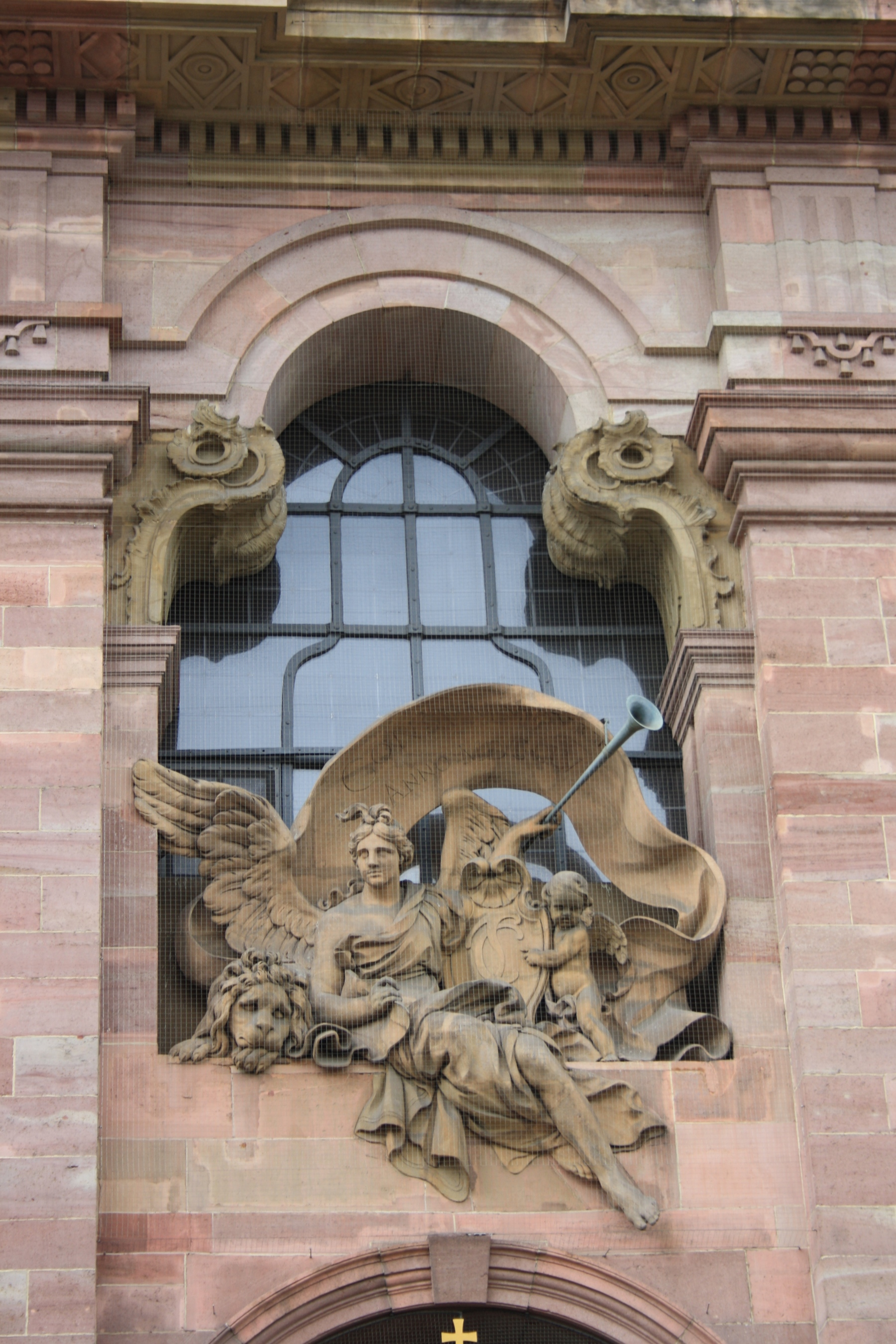
Fama

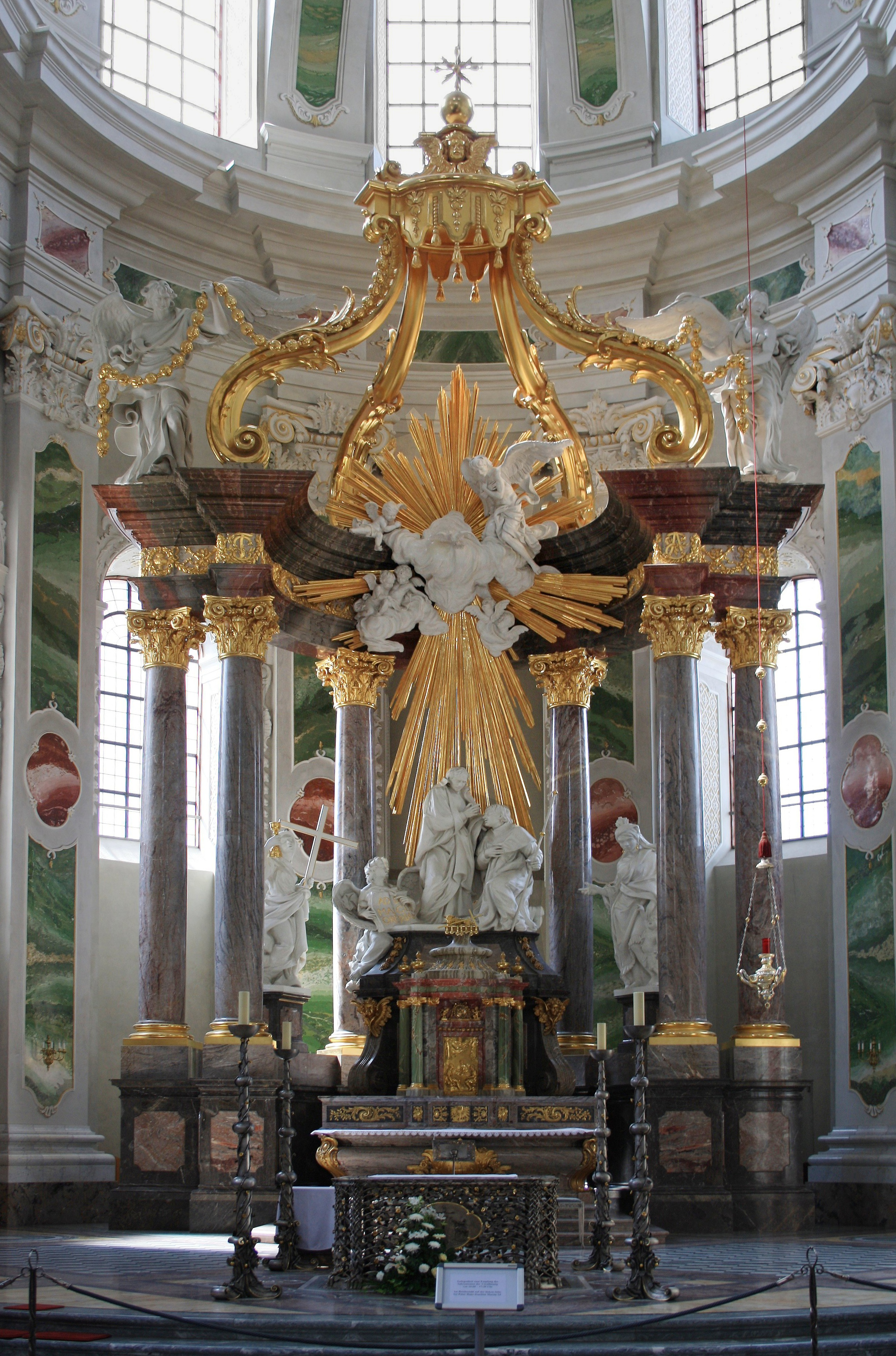
Het herbouwde en in 1997 ingewijde hoogaltaar

De kerk werd tussen 1733 en 1756 gebouwd door de keurvorsten Karel III en Karel Theodoor volgens een ontwerp van de Italiaanse architect Alessandro Galli da Bibiena. Het gebouw werd voltooid in 1760 en door prins-bisschop Jozef Ignatius gewijd aan de jezuïtische heiligen Ignatius van Loyola en Franciscus Xaverius.
Aan het gebouw werkten gerenommeerde kunstenaars. De reliëfs zijn van Paul Egell en het hoogaltaar en de zes zijaltaren werden door Pieter Antoon Verschaffelt gebouwd. Voor het vervaardigen van stucwerk en de plafondfresco's werd de bekende Egid Quirin Asam gecontracteerd. Hij zette zijn handtekening onder de scènes uit het leven van Ignatius van Loyola in de vieringkoepel, terwijl hij in het kerkschip een 400 m² groot fresco van de missiereis van Franciscus Xaverius naar Indië aanbracht. Tijdens dit werk verongelukte de kunstenaar op 29 april 1750 dodelijk. De fresco's in de driezijdige vlakken in de koepel schilderde Filip Hieronymus Brinckmann. Het houtsnijwerk leverde Jan Mattheüs van den Branden.
In 1773 hief paus Clemens XIV de Jezuïetenorde op en werd de kerk officieel een hofkerk. Tegen het einde van 1781 volgde de overdracht aan de lazaristen, maar al in 1794 werd hun klooster in Mannheim weer opgeheven. De kerk werd in 1802 ten slotte de stadsparochiekerk.
In het kader van het 300-jarig stadsjubileum volgde in 1906 de grondig renovatie van het kerkgebouw. Thomas Buscher schiep toen de beide grote beelden van de opdrachtgevers van de bouw van de kerk, die in voorhal staan opgesteld.
Brits-Amerikaanse luchtaanvallen in de Tweede Wereldoorlog veroorzaakten desastreuze schade aan het kerkgebouw, vooral aan het koor en aan de koepelruimte. Daarbij gingen ook belangrijke delen van de inrichting verloren. Na de oorlog besloot men de kerk weer in de oorspronkelijke staat de reconstrueren. Onder leiding van Anton Ohnmacht en Hans Rolli volgde de wederopbouw en op 6 november 1960 door aartsbisschop Hermann Schäufele de plechtige consecratie.
Sinds 1947 zijn de jezuïeten weer aanwezig in Mannheim. Tussen 1986 en 2004 werden in de kerk verdere reconstructies uitgevoerd, met name aan het hoogaltaar en de keurvorstelijke loges.

## Architectuur
De kerk bevindt zich tegenover de noordwestelijke hoek van het slot. Oorspronkelijk bestond met de collegegebouwen een directe verbinding tussen het slot en de kerk, maar er volgde in 1901 een gedeeltelijke afbraak om plaats te maken voor de doorbraak van de Bismarckstraße en het kantongerecht. Kenmerkend voor het exterieur zijn de tweelingtorens van rode zandsteen, die de gevel met de beelden van de vier kardinale deugden flankeren, en de 75 meter hoge koepel. De rechthoekige plattegrond van de kerk heeft een lengte van circa 74 meter en een breedte van 29 meter.
De drie portalen worden afgesloten met rijk versierde smeedijzeren hekken. Boven het middenportaal bevindt zich voor een raam de fama van Pieter Antoon Verschaffelt. Boven de beide zijportalen en in de nissen hoger in de gevel bevinden zich beelden, die de vier kardinale deugden voorstellen. Het Christusmonogram IHS met een stralenkrans en daaronder de op wolken biddende en jubilerende engelen in het timpaan van het voorportaal is een werk van Paul Egell.
De beide klokkentorens zijn op de hoeken versierd met vazen en worden net als de lantaarn van de koepel met patriarchale kruisen bekroond.

## Interieur
Ondanks de oorlogsschade in de Tweede Wereldoorlog bezit het laatbarokke interieur nog zeer veel kunstwerken. Het circa 20 meter hoogaltaar betreft het gereconstrueerde oude hoogaltaar, dat oorspronkelijk door Paul Egell ontworpen is en in 1997 werd ingewijd. Het ontwerp van Egell werd met enige wijzigingen in de details na zijn dood gebouwd door Verschaffelt. Na de verwoesting in de Tweede Wereldoorlog was Monumentenzorg tegen de bouw van een exacte replica, omdat dit aan de hand van foto’s een onmogelijke opgave zou zijn, maar men stemde toe in de bouw van een “scheppende kopie”. Zes marmeren zuilen dragen een architraaf met een baldakijn. Zijdelings staan twee engelen die guirlandes dragen. Onder het baldakijn verschijnt een stralenkrans met engelen en putti. Daaronder staan de heiligen Ignatius en Fanciscus Xaverius met een engel. Aan de zijkanten staan nog twee beelden, die de verpersoonlijking van Geloof en Azië belichamen. Het zich daarvoor bevindende tabernakel bevat nog originele fragmenten van het oude altaar, zoals het Lam en de deur.
Na de reconstructie van het hoogaltaar werd ook de koorruimte heringericht. Klaus Ringwald schiep voor dat doel het nieuwe volksaltaar uit brons en zilver. Tevens werden een nieuwe vloer gelegd en vier grote kandelaren geplaatst.
De zes zijaltaren van Verschaffelt in het kerkschip bleven bewaard en zo ook de wijwaterbekkens. Voor in het kerkschip bevinden zich het Kruisaltaar (links) en het Maria-altaar (rechts). De beide middelste altaren werden aan Carolus Borromeus en Elisabeth van Thüringen gewijd en de twee achterste altaren aan Aloysius Gonzaga en Stanislaus Kostka.
Onder de koepel zijn vier fresco’s te zien van Philipp Hieronymus Brinckmann. De vernielde fresco’s  van  Egid Quirin Asam in de koepel en in het kerkschip werden niet meer hersteld. De biechtstoelen daarentegen werden net als de loges van de keurvorsten gereconstrueerd. Het belangrijkste beeld is de Zilvermadonna in een stralenkrans uit 1747. De huidige kansel kwam pas na de oorlog in de kerk terecht en is oorspronkelijk afkomstig uit de Heidelberger Karmelietenkerk. Het klankbord wordt versierd met het beeld van de apostel Paulus. De kruisweg bestaat uit olieverfschilderijen, die door Waldemar Kolmsperger in 1937 naar oude voorbeelden werden geschilderd. In de voorhal staan de twee monumentale beelden uit 1906 van de bouwers van de kerk: de keurvorsten Karel III en Karel Theodoor.
In de nieuwe marmeren vloer van het hoofdschip worden de namen van de in de crypte bijgezette jezuïeten en priesters vermeld.

## Orgel
De orgelkas van het hoofdorgel op de westelijke galerij doorstond dankzij beschermende maatregelen de verwoestingen in de Tweede Wereldoorlog zonder grote beschadigingen en werd in 1952 weer gerenoveerd. In 1965 werd door de orgelbouwfirma Johannes Klais uit Bonn een nieuw instrument achter de oude orgelkas geïnstalleerd.
De kerk heeft ook nog een koororgel op de linker zijgalerij. De orgelkas van dit koororgel werd in 1751-1752 voor de katholieke kerk in Fürth in het Odenwald gebouwd. In 1961 kwam het in de jezuïetenkerk terecht.

## Klokken
De acht klokken zijn verdeeld over de twee torens van de kerk. In de zuidwestelijke toren hangen de beide grootste klokken, in de noordoostelijke toren de overige zes. De Francisca werd in 1754 gegoten en is op een na de grootste barokke klok van de stad. De andere klokken werd in 1956 respectievelijk 1975 in Heidelberg gegoten.
| Nr. | Naam           | Gietjaar | Gieter                       | Ø (mm) | Gewicht (kg) | Noot (16tel) |
| --- | -------------- | -------- | ---------------------------- | ------ | ------------ | ------------ |
| 1   | Michael        | 1956     | F.W. Schilling               | 2023   | 4935         | g0 +4        |
| 2   | Ignatius       | 1956     | F.W. Schilling               | 1671   | 2772         | b0 +7        |
| 3   | Josef          | 1956     | F.W. Schilling               | 1477   | 1921         | c1 +5        |
| 4   | Francisca      | 1754     | J.M. Steiger                 | 1275   | ~1400        | es1 +7       |
| 5   | Maria          | 1956     | F.W. Schilling               | 1094   | 857          | f1 +7        |
| 6   | Nikolaus       | 1956     | F.W. Schilling               | 1006   | 700          | g1 +8        |
| 7   | Carl Borromäus | 1975     | Heidelberger Klokkengieterij | 892    | 511          | b1 +8        |
| 8   | Elisabeth      | 1975     | Heidelberger Klokkengieterij | 790    | 362          | c2 +8        |

## Afbeeldingen

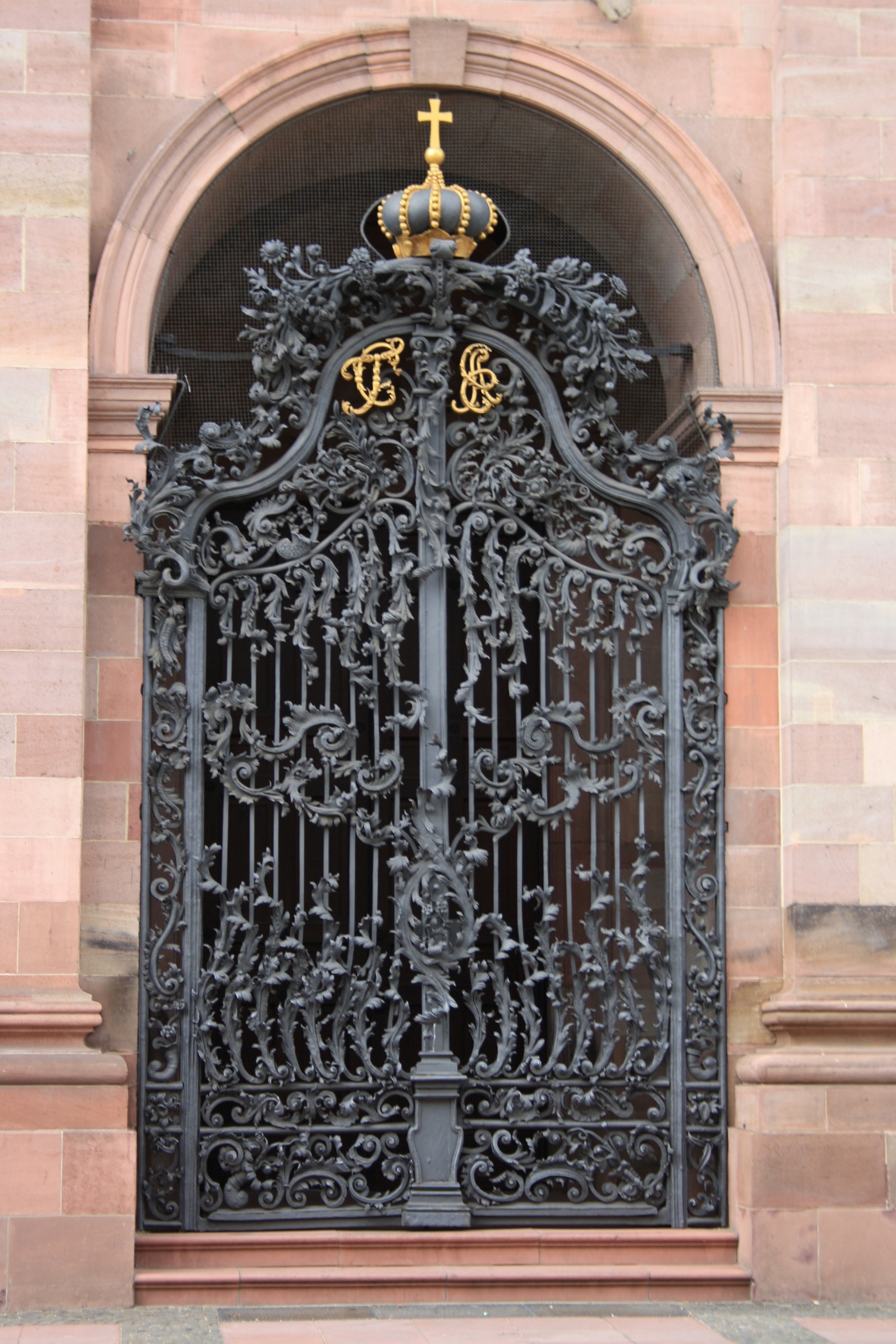
Gietijzeren deur
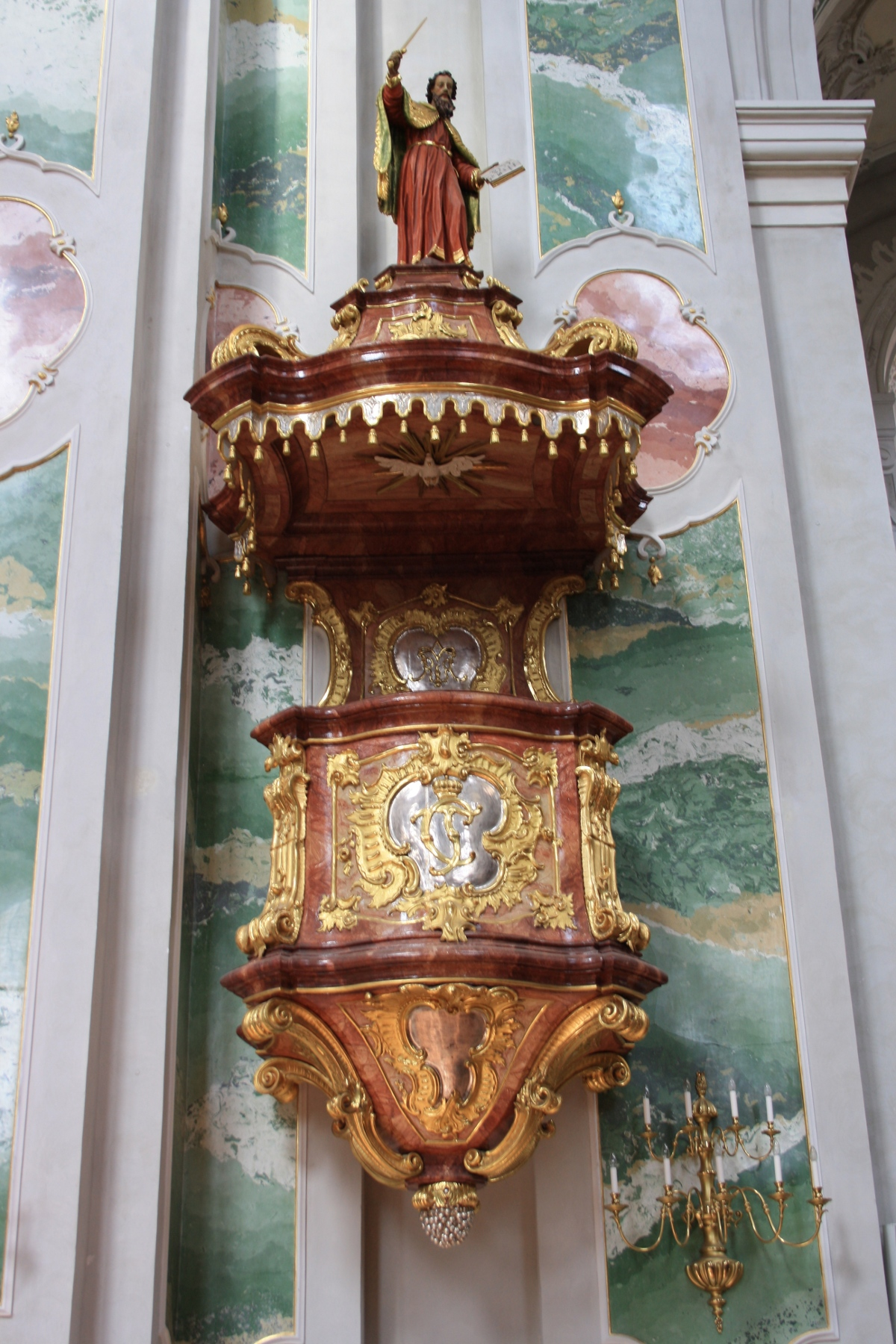
Kansel
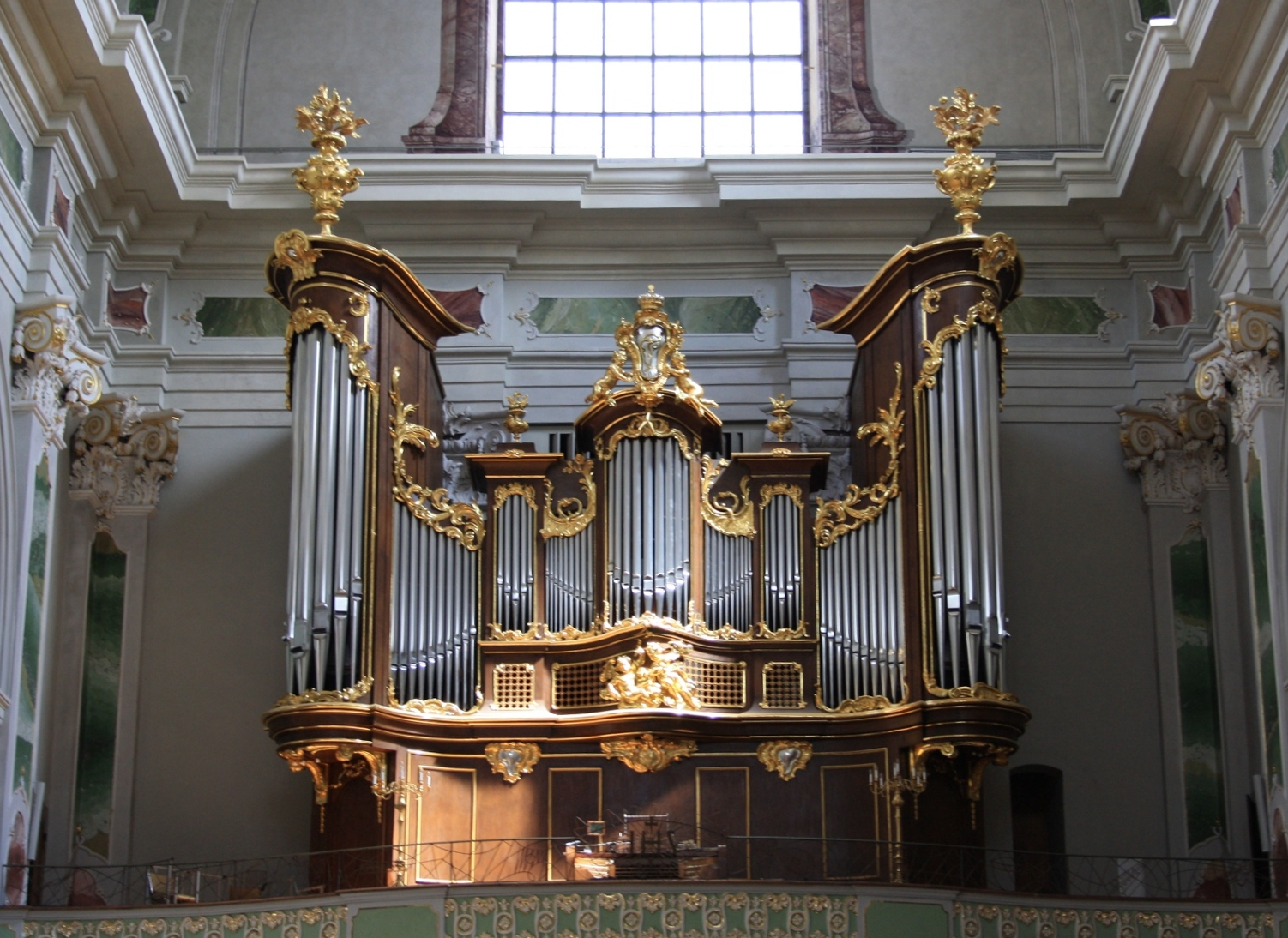
Hoofdorgel
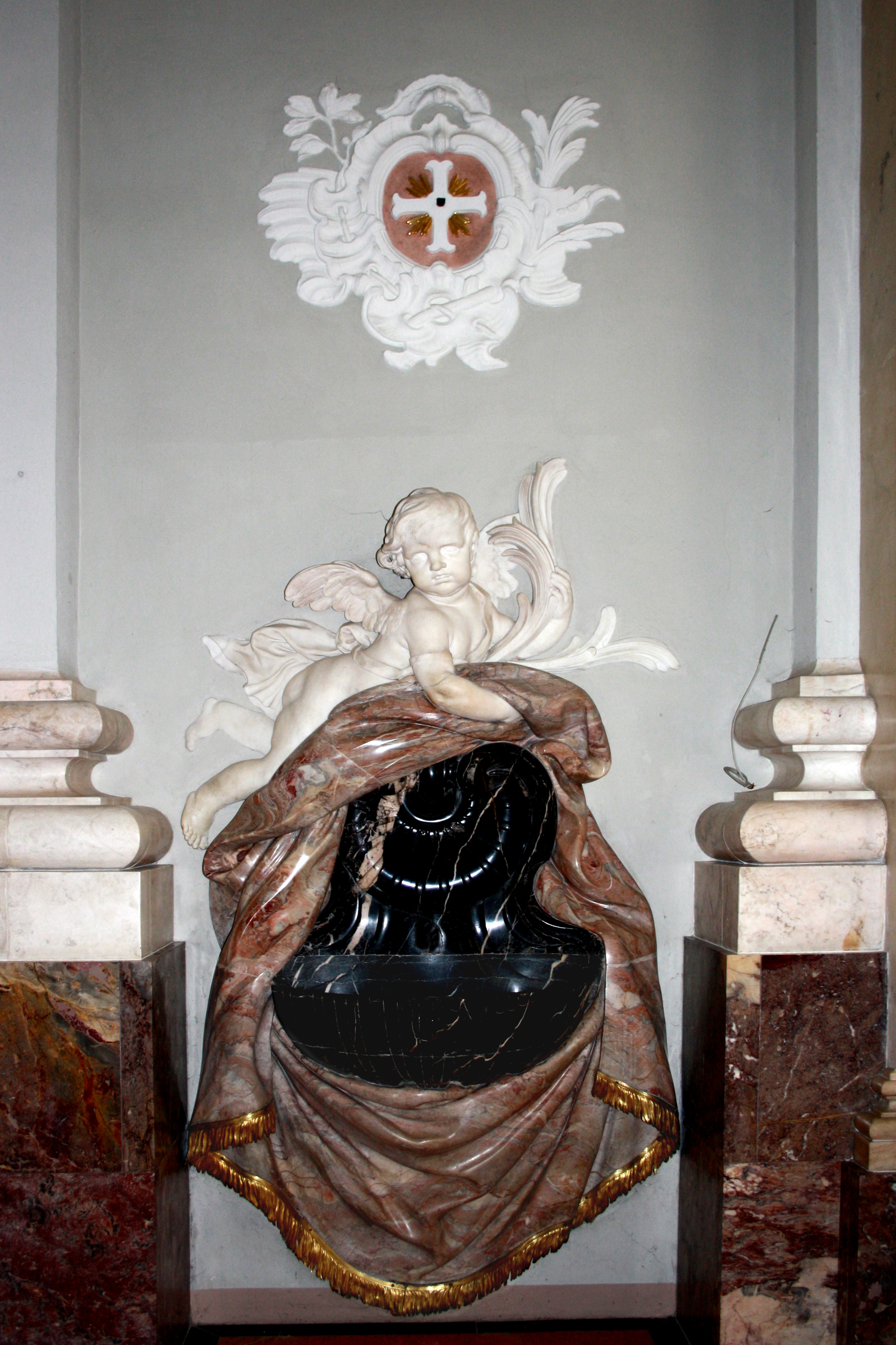
Wijwaterbekken
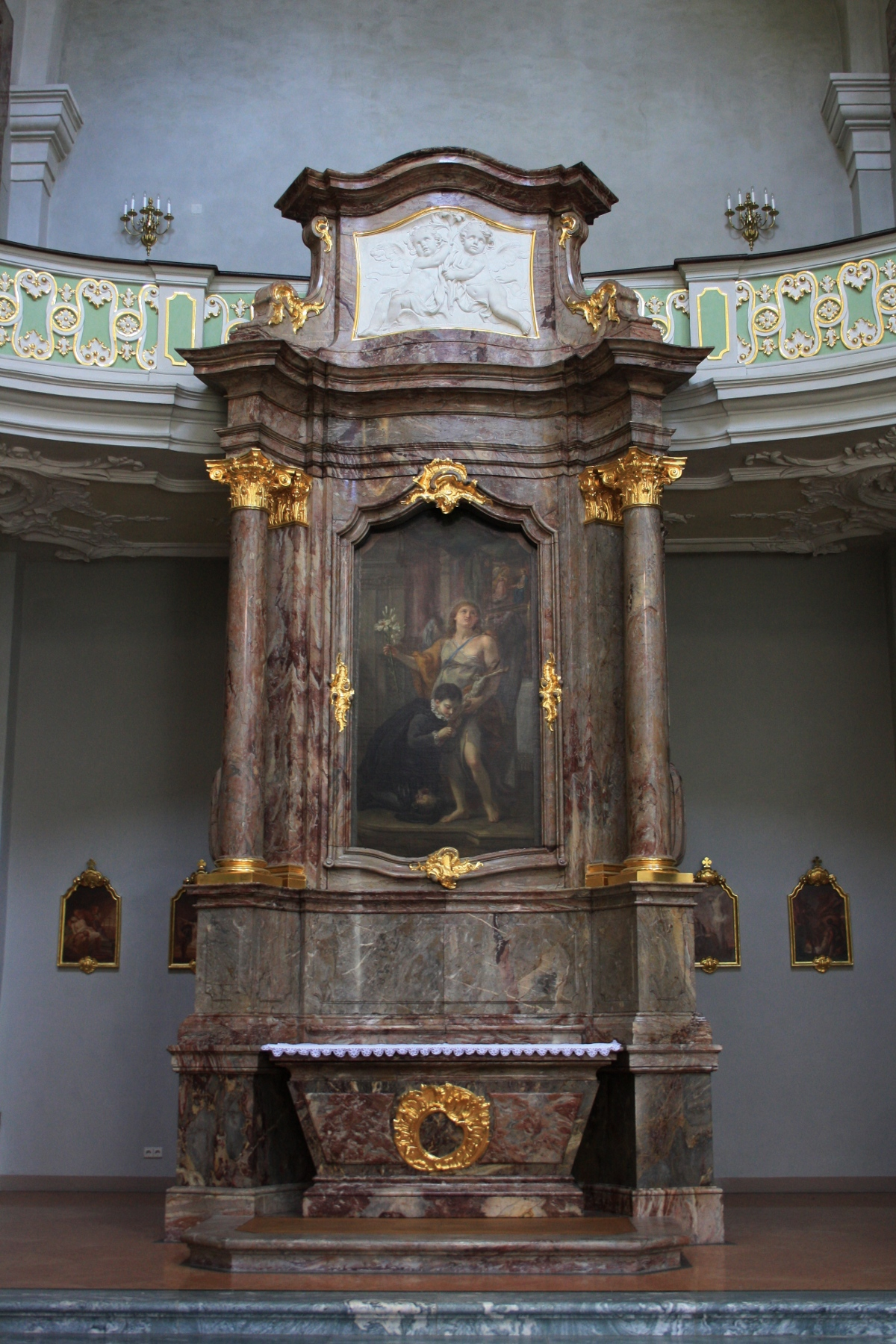
Zijaltaar